# João Lisboa
João Lisboa este un oraș în unitatea federativă Maranhão (MA), Brazilia.